# Baldaquino de San Pedro
El baldaquino de San Pedro (del italiano: Baldacchino di San Pietro) es un ciborio o baldaquino monumental, obra del italiano Gian Lorenzo Bernini, en cuatro columnas culminadas en dosel; forjado en bronce macizo negro y sobredorado, de estilo barroco, se emplaza en el centro del crucero de la Basílica de San Pedro de la Ciudad del Vaticano, directamente bajo la cúpula. El colosal elemento diseñado y ejecutado por Bernini, combina elementos escultóricos y arquitectónicos y cubre el altar mayor de la basílica, que a su vez se sitúa sobre la cripta en que se halla la tumba del apóstol San Pedro.

## Concepción y diseño
Ya antes del papado de Urbano VIII, bajo el que concluyó la obra de la basílica, se venían utilizando en su interior baldaquinos temporales durante la cuaresma y otras celebraciones eclesiásticas. En aquellos años la mayoría de las basílicas más importantes de Roma contaban con baldaquinos permanentes. Se trataba de un concepto que venía manteniéndose desde el habitual dosel de los antiguos catafalcos y en los palios con los que se exaltaba a los papas y a los monarcas de España. En este contexto, en la década de 1610 se encargó a Carlo Maderno, predecesor de Bernini, el diseño de un baldaquino permanente para San Pedro, para el que ya incorporó columnas salomónicas. En realidad la Antigua Basílica de San Pedro había tenido doce columnas salomónicas formando una pantalla ante el altar. Las había traído de Grecia el emperador Constantino I en el siglo II. En la Edad Media se afirmaba que procedían del tabernáculo del templo de Salomón (de ahí su nombre de columnas salomónicas). Lo que es seguro es que son de mármol griego. Ocho de esas columnas se conservan en el interior de la basílica, sobre las estatuas que miran al baldaquino) y dos están en la Capilla del Santísimo Sacramento. De las dos restantes una se perdió y la última forma parte del Tesoro (junto a la Sacristía), y es conocida como colonna degli ossessi («de los poseídos»), pues, siempre según la tradición, es aquella en que Jesús se apoyó al predicar a los doce años, y se creía en la Edad Media que tenía poder para expulsar a los demonios durante los exorcismos.
Al poco de alcanzar el papado, el cardenal Maffeo Barberini, que tomaría el nombre pontificio de Urbano VIII (1623-1644), encargó al que sería su artista preferido y protegido, Gianlorenzo Bernini (1598-1680), la realización de un gran mueble litúrgico sobre el lugar donde se halla la tumba de San Pedro, centro espiritual de la basílica vaticana, bajo la gran cúpula que había erigido Miguel Ángel.
Bernini recibió este importante encargo cuando solo tenía 25 años. A lo largo de su carrera sus obras siempre tuvieron una gran carga escenográfica, circunstancia que probablemente fue muy tenida en cuenta por Urbano VIII, que buscaba magnificar su imagen personal junto a la de la Iglesia católica en un período muy convulso para la misma. Por eso la obra está llena de simbolismo, como la asimilación del templo de Salomón para la fe católica a través de sus columnas y el vínculo que crea entre la bóveda celeste representada por la cúpula, la autoridad papal y expresamente la suya personal, y el apóstol que subyace en la cripta, todo ello en el mismo eje vertical.
El trabajo comenzó en 1623 y terminó en 1634 y tiene la función de resaltar y enmarcar la presencia del altar papal que de otro modo podría resultar insignificante, desangelado, en la inmensidad del templo. Por otro lado, recupera la tradición paleocristiana de situar los altares sobre las tumbas de los mártires y bajo baldaquinos. Esta obra maestra del estilo barroco fue realizada en el taller de Bernini, siendo Pietro Bernini, su padre,  el primer oficial y contando con la colaboración de Francesco Borromini a partir de 1629 hasta el final de la obra, antes de que surgiera una gran rivalidad entre ambos. Otros artistas contribuyeron a la decoración escultórica, como su hermano Luigi Bernini, Stefano Maderno, François Duquesnoy, Andrea Bolgi y Giuliano Finelli.

## Descripción
La obra de Bernini, de 28'5 m de altura, se apoya en cuatro gigantescas columnas salomónicas de 20 m de altura. Para su montaje se fabricaron separadamente las basas -construidas en mármol blanco-, los capiteles y el fuste, que a su vez se fabricó en tres segmentos. Aparecen revestidas con denso ornamento de volutas, hojas de laurel y racimos naturalistas. El laurel, que sustituye a hojas de parra que ocuparon la misma posición, puede ser una alegoría del reconocido talento poético de Urbano VIII en lengua latina, ya que con él se coronaba a los poetas clásicos. Los racimos simbolizan la eucaristía y aparecen libados por abejas en alusión a la familia Barberini, en cuyo escudo familiar figuran tres de estos insectos. De hecho, en la coronación del baldaquino y en los podios o basas hay una profusa presencia de dichos símbolos heráldicos barberianos. También se muestran soles con halo de rayos como alegoría a la misma familia, ya que este es otro de los elementos de su blasón familiar. Las columnas son de orden corintio, aunque de fuste en helicoide, llamado salomónico. Van rematadas por un capitel compuesto y sobre él un entablamento, engalanando las cornisas con guardamalletas a modo de guirnaldas de pendones de fabricación textil. El dosel cuenta con cuatro cornapuntas realizadas por Pietro Bernini y Borromini. En la parte superior del entablamento aparecen unos ángeles de talla doble a la humana, y un grupo escultórico de dos querubines que portan respectivamente la tiara papal y las llaves de San Pedro como símbolos papales. Tras ellos y con origen en los capiteles se elevan volutas pergaminadas que crean un juego de cóncavo-convexo que introduce un gran dinamismo, propio del barroco. El conjunto converge en un segundo entablamento a mayor cota, coronado por un orbe y una cruz sobre el mismo que simbolizan la universalidad de la Iglesia. El entablamento del nivel inferior, que constituye un techo sobre el altar papal, también está ornamentado con el sol radiante de los Barberini con el Espíritu Santo en forma de paloma en su centro.

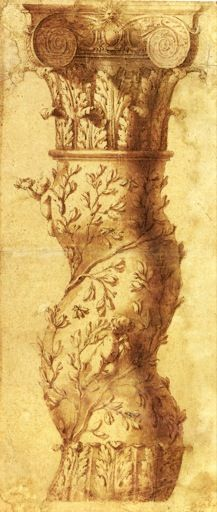
Diseño de columna salomónica para el Baldaquino de Bernini

La posición que ocupa el baldaquino bajo la cúpula obliga a adelantar el altar mayor hasta el centro del crucero y no en el ábside, como corresponde a la tradición cristiana de la época. Para recuperar la tradición, Bernini sitúa otro elemento capital en el ábside, en la posición de normalmente habría ocupado el altar mayor. Se trata de la cátedra de San Pedro, otra magnífica composición barroca del mismo autor construida entre 1656 y 1665.

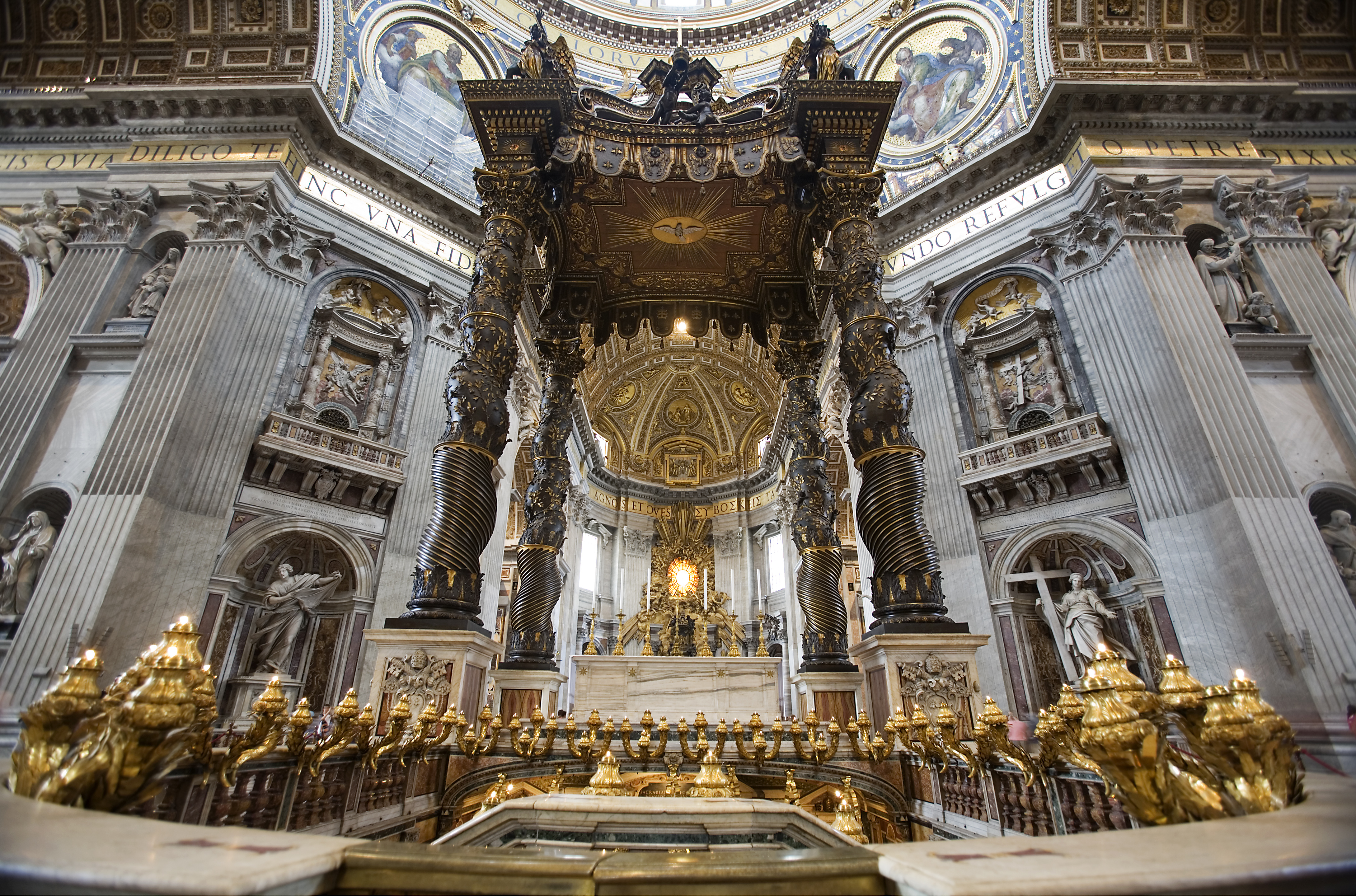
Vista del baldaquino y el altar papal desde la entrada a la cripta de la tumba de san Pedro.

Para la ejecución del baldaquino se extrajeron, fundieron y reciclaron los bronces del pronaos del Panteón de Agripa, si bien hay autores que indican que la mayor parte del bronce procede de Venecia. Tomar materiales "prestados" como mármol, metales, piedras preciosas, etc. de unas obras de arte para usarlos en otras era una práctica común en Roma. Con el bronce del Panteón se fundieron también los cañones del Castillo Sant'Angelo.
El resultado es una obra que pese a sus ciclópeas dimensiones muestra una extraordinaria ligereza y transparencia, hasta el punto de que parece ondear con el viento. Tal es la ilusión de movimiento de la estructura que parece que se zarandean las guardamalletas del remate. Nada de esto debe extrañar ya que el proyecto berniniano, se ha dicho, imita el aparato efímero construido para la canonización de Santa Isabel de Portugal. Resulta sorprendente cómo armoniza el baldaquino con el templo, a pesar de su contraste cromático -oscuro en un ambiente claro-, así como de textura y de geometría. Supone una absoluta ruptura formal con el escenario para el que fue diseñado y sin embargo encaja tan bien en el mismo que se convierte en uno de sus elementos más esenciales.

## Trascendencia de la obra
El baldaquino es quizás el elemento más suntuoso entre los incontables que posee la Basílica vaticana. Supone una gran innovación en cuanto a materiales y diseño que marcaría el curso del estilo barroco. Se trata de la obra más destacada de Bernini, quien años después realizaría la Plaza de San Pedro con su imponente columnata y también la Cátedra, en el ábside de la basílica. Fue muy celebrado en su tiempo. Sus columnas salomónicas, que se empleaban en esta obra por primera vez desde la antigüedad, así como la densa decoración con pámpanos y otros elementos vegetales fueron fuente de inspiración para infinidad de obras barrocas en adelante, superando la controversia inicial generada como consecuencia del daño causado en el Panteón. De hecho a raíz de este expolio se popularizó la locución Quod non fecerunt barbari, fecerunt Barberini (Lo que no hicieron los bárbaros lo hicieron los Barberini). Con la llegada del Neoclasicismo, el colosal baldaquino pasó a simbolizar el desorden y el exceso de los artistas barrocos.